# Closteropus speciosus
Closteropus speciosus är en skalbaggsart som först beskrevs av Johann Christoph Friedrich Klug 1825.  Closteropus speciosus ingår i släktet Closteropus och familjen långhorningar. Inga underarter finns listade i Catalogue of Life.